# ダラス (小惑星)
ダラス (8084 Dallas) は小惑星帯に位置する小惑星である。宮城県仙台市の愛子（あやし）観測所で小石川正弘が発見した。
仙台市と姉妹都市である、アメリカ合衆国テキサス州の北部に位置する都市の名、ダラスに因んで命名された。